# Aplanospore
Aplanosporen zijn niet-beweeglijke sporen, gevormd uit (een deel van) de protoplast van een vegetatieve cel. De celwand verschilt duidelijk van de oorspronkelijke oudercel. Via de aplanospore kan het organisme slechte groeiomstandigheden overleven.
Ze komen voor bij Zygomycetes, nu ingedeeld bij de lagere schimmels, en bij algen, zoals bij de bloedregenalg. De ongeslachtelijke voortplanting vindt bij de Zygomycetes plaats via aplanosporen (niet-beweeglijke sporen) in sporangia of via conidia.